# Hochschule Flensburg (Fachhochschule)
Die Hochschule Flensburg (bis April 2016 Fachhochschule Flensburg) befindet sich mit der zweiten Flensburger Hochschule, der Europa-Universität Flensburg etwas südlich des Flensburger Stadtzentrums im Stadtteil Sandberg auf dem Campusgelände. Die Fachhochschule ist eine von neun öffentlichen Hochschulen in Schleswig-Holstein. Die Anzahl der Studierenden hat sich in den vergangenen zehn Jahren nahezu verdoppelt – von zirka 2000 auf fast 4000. Zu Beginn des Sommersemesters 2023 waren rund 3.125 Studierende an der Hochschule eingeschrieben.

## Geschichte

Ehemaliges Logo bis 2016

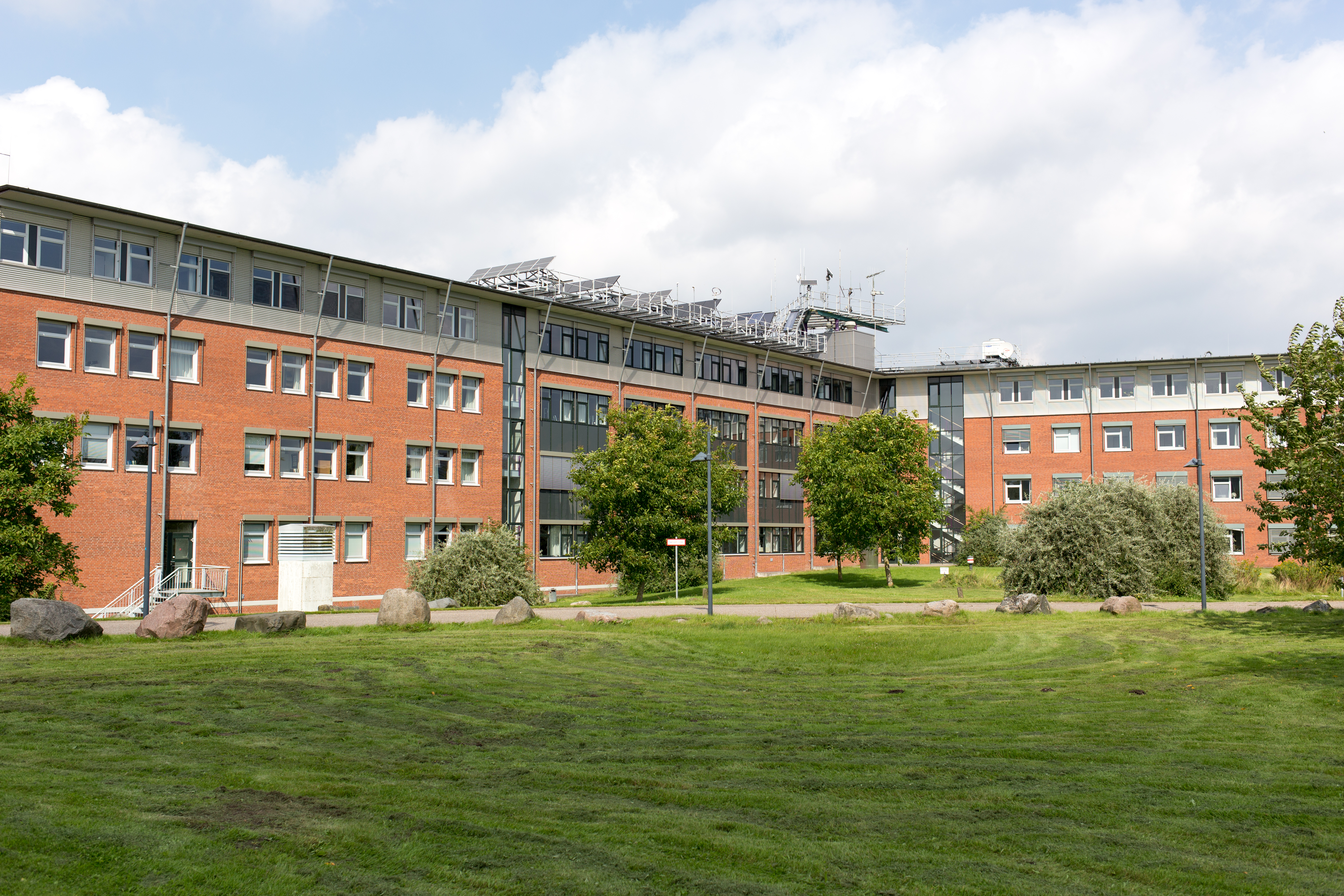
Gebäude D, Hochschule Flensburg

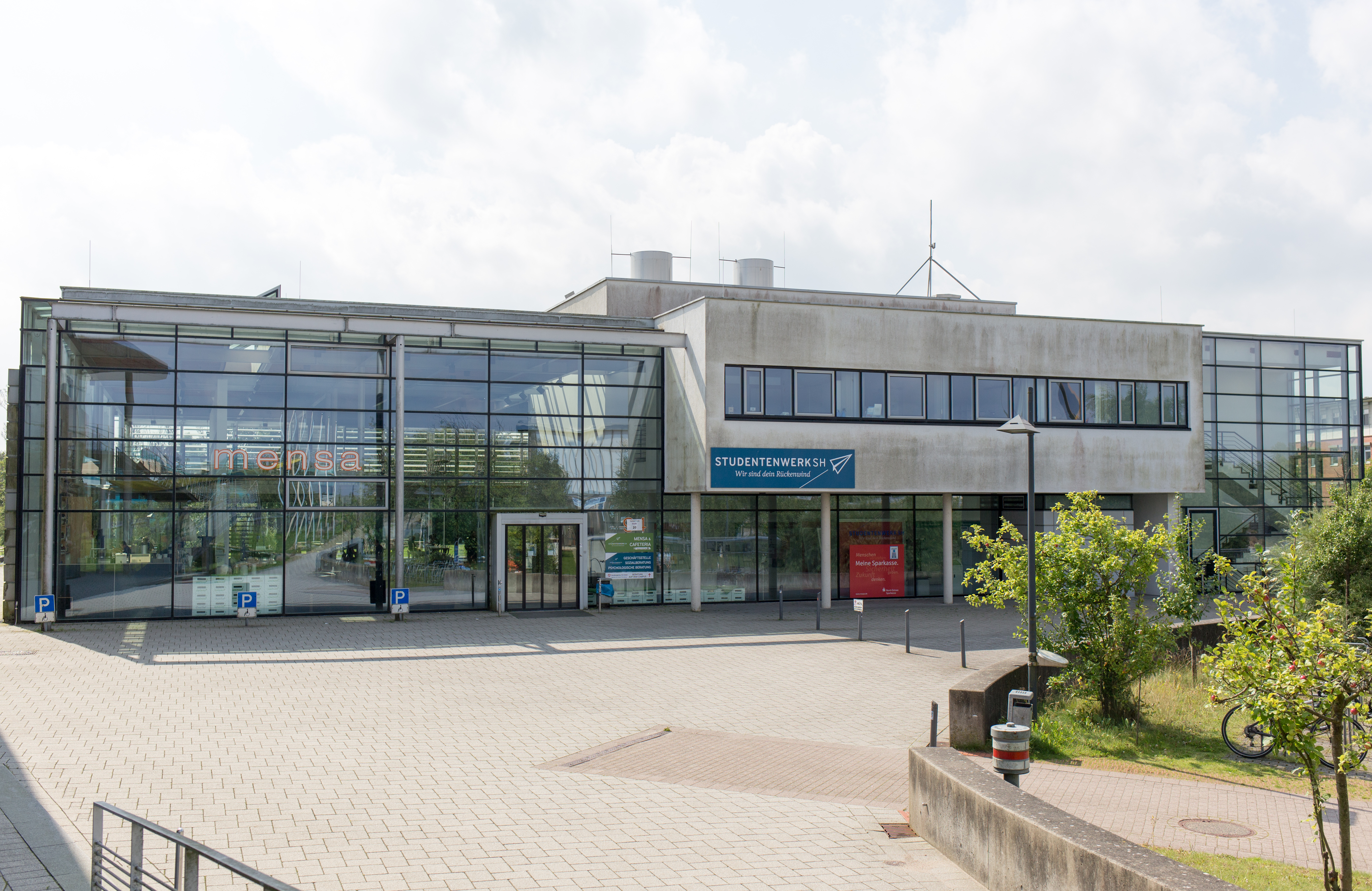
Mensa – Gemeinsame Einrichtung der Hochschule Flensburg und der Europa-Universität Flensburg

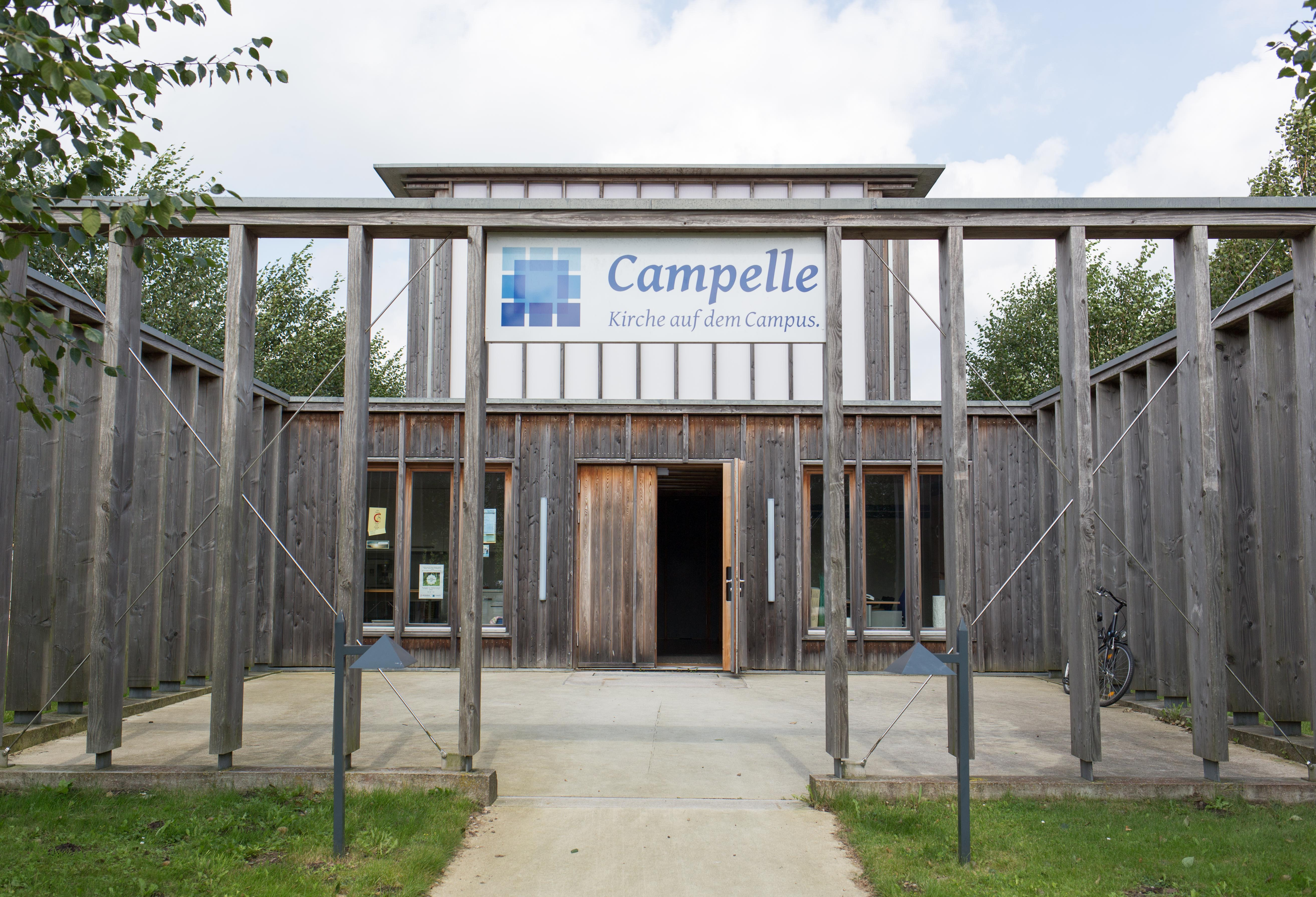
Campelle

### Gründung 1877 und Status als Fachhochschule ab 1969
Im Jahr 1877 wurde eine Navigationsschule in Flensburg eingerichtet; 1886 erfolgte die Gründung der Königlichen Seedampfmaschinistenschule. Die historischen Gebäude aus der Gründungszeit liegen etwas außerhalb des heutigen Campus’ nahe dem Stadtzentrum, sind aber auch heute noch in Benutzung durch verschiedene Einrichtungen der Fachhochschule und der Universität. Die Schule erhielt 1969 den Status einer Staatlichen Fachhochschule für Technik. Spätestens seit den 1970er Jahren bestand zudem offenbar auch der Standort der Schiffsbetriebsforschung in Kielseng.
Von 1976 bis 1982 leitete Hans-Georg Hasler als Präsident die Hochschule in einer wichtigen Zeit des Umbruchs. Bis 1975 wurden hier weiterhin vor allem Studierende der Schiffsbetriebstechnik und Nautiker ausgebildet, nach der Erweiterung des Hochschulkomplexes wurden dann unter anderem auch Elektrotechnik und Informatik angeboten. Mit der Zeit kamen weitere ingenieurwissenschaftliche Fächer hinzu: Mathematik im Jahre 1987, Technikübersetzung im Jahre 1988 und der Fachbereich Wirtschaft wurde 1990 geschaffen. Der Fachbereich Technik war in Heide ausgelagert worden und wurde 1994 in die Fachhochschule Westküste ausgegliedert, der Studiengang Maschinenbau der beiden Fachhochschulen wurde 2005 am Standort Flensburg zusammengelegt. Der Bereich Energie- und Umweltmanagement wurde 1997/1998 zusammen mit der Universität Flensburg eingerichtet. Der Fachbereich Internationale Fachkommunikation (IFK) wurde 2004 geschaffen.

### Änderungen in den 2000ern
Seit dem Jahr 2000 gehört das Menke-Planetarium mit der zugehörigen Menke-Sternwarte bei Quellental in Glücksburg zur Fachhochschule.
2005 ist die Flensburger Fachhochschule mit der Organisation des Trickfilmwettbewerbs tricky in die Flensburger Kurzfilmtage eingestiegen. Seit 2007 unterstützt die Hochschule die Kurzfilmtage auch finanziell. Seit 2010 ist sie Mitveranstalterin.
2010 geriet die Flensburger Fachhochschule aufgrund von Untreue-Vorwürfen gegenüber ihrem amtierenden Kanzler Klaus Arnold mehrfach in die Schlagzeilen. Die Ausübung seiner Dienstgeschäfte wurde ihm untersagt, wogegen Arnold versuchte, mit seinem Anwalt vorzugehen. Dennoch wurde er durch Sabine Christiansen ersetzt. Auf die Untreuevorwürfe reagierte er mit einer privaten Internetpräsenz, auf der er seine Sicht der Dinge darstellte und dabei auch auf die privaten Belange von Mitarbeitern einging. Das Flensburger Tageblatt titelte darauf im April 2011 Kanzler Arnold lädt zur Schlammschlacht. Zuletzt berichtete die Presse im September 2012, dass die Staatsanwaltschaft drei Hausdurchsuchungen veranlasst habe, in den Büro- und Werkstatträumen der Fachhochschule, im privaten Anwesen Arnolds sowie in einem Energieunternehmen, welches die Fachhochschule in Arnolds Amtszeit als Dienstleister für Callcenter-Aufträge beauftragt hatte.
Anfang 2011 nahm das Institut für Windenergietechnik mit zwei Stiftungsprofessuren seine Arbeit auf. Der Masterstudiengang Wind Engineering wird zusammen mit der Fachhochschule Kiel betrieben. Im Mai 2011 wurde das Maritime Zentrum eröffnet.  Der dreigeschossige Bau enthält neben Büros und Laboratorien sechs Schiffsführungssimulatoren sowie einen Maschinenraumsimulator. Die gesamte seefahrtsbezogene Ausbildung mit den Studiengängen „Seeverkehr, Nautik und Logistik“ und „Schiffstechnik“, die Fachschule für Seefahrt sowie die Fort- und Weiterbildung der Lotsen und Kanalsteurer ist hier gebündelt. Am 19. Juni 2011 gestalteten die beiden Flensburger Hochschulen erstmals ein gemeinsames Fest – die Campuswelt. Sämtliche Programmpunkte wurden von Fachhochschule und Universität selbst gestaltet, externe Anbieter waren nicht beteiligt. Ein Internationales Dorf, Einblicke in Labore der Biotechnologie oder die Erzeugung von Blitzen lockten bis zu 7000 Besucher auf den Campus. Die vierte Campuswelt fand am Sonntag, den 31. Mai 2015, statt.
Im Februar 2012 beschloss die Flensburger Fachhochschule, zum nachfolgenden Wintersemester die existierenden zwei Fachbereiche in vier Fachbereiche aufzuteilen; im Einzelnen sind dies der Fachbereich „Maschinenbau,  Verfahrenstechnik und Maritime Technologien (FB1)“, der Fachbereich „Energie und Biotechnologie (FB2)“ sowie „Information und Kommunikation (FB3)“ und „Wirtschaft (FB4)“. Es war die größte Reorganisation in der Geschichte der Fachhochschule. Ebenfalls 2012 errichteten Fachhochschule und Universität gemeinsam das Werner-Jackstädt-Kompetenzzentrum für Unternehmertum und Mittelstand. Das Zentrum bietet Möglichkeiten einer engen Verzahnung von Forschung, Lehre und Wissenstransfer. Als Ansprechpartner der regionalen Wirtschaft führen die Wissenschaftler beispielsweise Projekte zur Vereinbarkeit von Familie und Beruf vor dem Hintergrund des demografischen Wandels durch. Ferner hat sich mit dem Gründerzentrum (Jackstädt-Entrepreneurship Center) ein spezielles Beratungsangebot für Existenzgründungen etabliert.
Mit der Eröffnung des Medienzentrums der Marga und Walter Boll-Stiftung im Oktober 2014 mit hochmodernen Film- und Fernsehstudios professionalisierte sich die Fachhochschule im Medien-Bereich. Ein Teleteaching-Studio ermöglichte den Ausbau des zeit- und ortsunabhängigen Lernens und Lehrens. Zudem startete im Wintersemester 2015/16 der Masterstudiengang „Werbefilm, Corporate Communication & Marketing“, der das TV-Studio seitdem im Rahmen der Lehre intensiv nutzt. Im selben Monat bündelte die Hochschule ihre vielfältigen Aktivitäten bezüglich Afrika im Centre for Business and Technology in Africa, das seinen Sitz im Versatel-Gebäude hat.  Das Centre bietet Ausbildung, Forschung und Beratung in den Themenbereichen Wirtschaft und Technologie in Afrika. In den Räumen des CBTA werden die Kurse mit Afrikabezug der Fachhochschule angeboten, zur jährlichen Autumn School des CBTA kommen Studierende aus Kamerun und Namibia nach Flensburg. Schließlich werden unter anderem über ein Praktikantenaustauschprogramm die Unternehmen in der Region in die Aktivitäten des Zentrums eingebunden.

### Umbenennung der Fachhochschule in Hochschule (2016)
Um der Forderung nach Gleichberechtigung mit der benachbarten Universität Nachdruck zu verleihen, benannte sich die Fachhochschule Flensburg im Mai 2016 offiziell in Hochschule Flensburg um. So trägt sie in ihrem Namen den Überbegriff Hochschule, der sowohl Fachhochschulen und Universitäten einschließt. Die Hochschule darf sich aber weiterhin auf Deutsch nicht Universität nennen. Die weiterhin als Fachhochschule eingestufte Hochschule gab sich zeitgleich ein neues Logo und Corporate Design und stellte zeitgleich eine komplett überarbeitete Homepage online. Die Hochschule Flensburg nutzte damit als erste Hochschule in Schleswig-Holstein eine Umbenennungsmöglichkeit im neuen Hochschulgesetz des Landes. Sie unterliegt gemäß ihrer Einstufung als Fachhochschule weiterhin anderen Bedingungen hinsichtlich dem Personal, den Aufgaben und Befugnissen. Der damalige Präsident der Hochschule Holger Watter erklärt dazu: „Wir sind in den 70er Jahren als Ingenieursschule für Schiffsbetriebstechnik gegründet worden. Da waren wir die Fachhochschule für Schiffsbetriebstechnik, und da hat der Name auch gepasst. Mittlerweile haben wir 20 Studiengänge, Maschinenbau, Verfahrenstechnik, Nautik, Informatik, Medieninformatik, Energiewissenschaften, Wirtschaft, Krankenhausmanagement [...] Wir sind breiter aufgestellt als manche Universität. Der Name Fachhochschule passt einfach nicht mehr.“

### Coronamaßnahmen (2020 bis 2021)
Während der COVID-19-Pandemie musste auch die Hochschule Flensburg ihren Betrieb umstellen. Unter anderem entwickelte sie dabei eigene Hygienekonzepte. Im Sommersemester I, 2020, war es möglich von den Prüfungen auch ohne Arbeitsunfähigkeitsbescheinigung fernzubleiben ohne dass ein Versuch verloren ging. Dies geschah, um die Ärzte zu entlasten, die durch die Coronakrise einen Mehraufwand hatten. Ab dem Sommersemester 2020 wurde der Unterricht in Digitalbetrieb umgestellt; dies bedeutete, dass so gut wie alle Unterrichtsstunden digital abgehalten wurden. Im Sommersemester II gab es einen Freiversuch für alle Fächer, die im Sommersemester unterrichtet wurden. Die Prüfungen im Wintersemester II und Sommersemester I in den Jahren 2020/21 wurden zusammengelegt. Die Prüfungen wurden möglichst digital abgehalten. Wegen der kurzfristigen Änderung gab es einen Freiversuch für alle Prüfungen, deren Prüfungsform sich änderte.

## Studiengänge

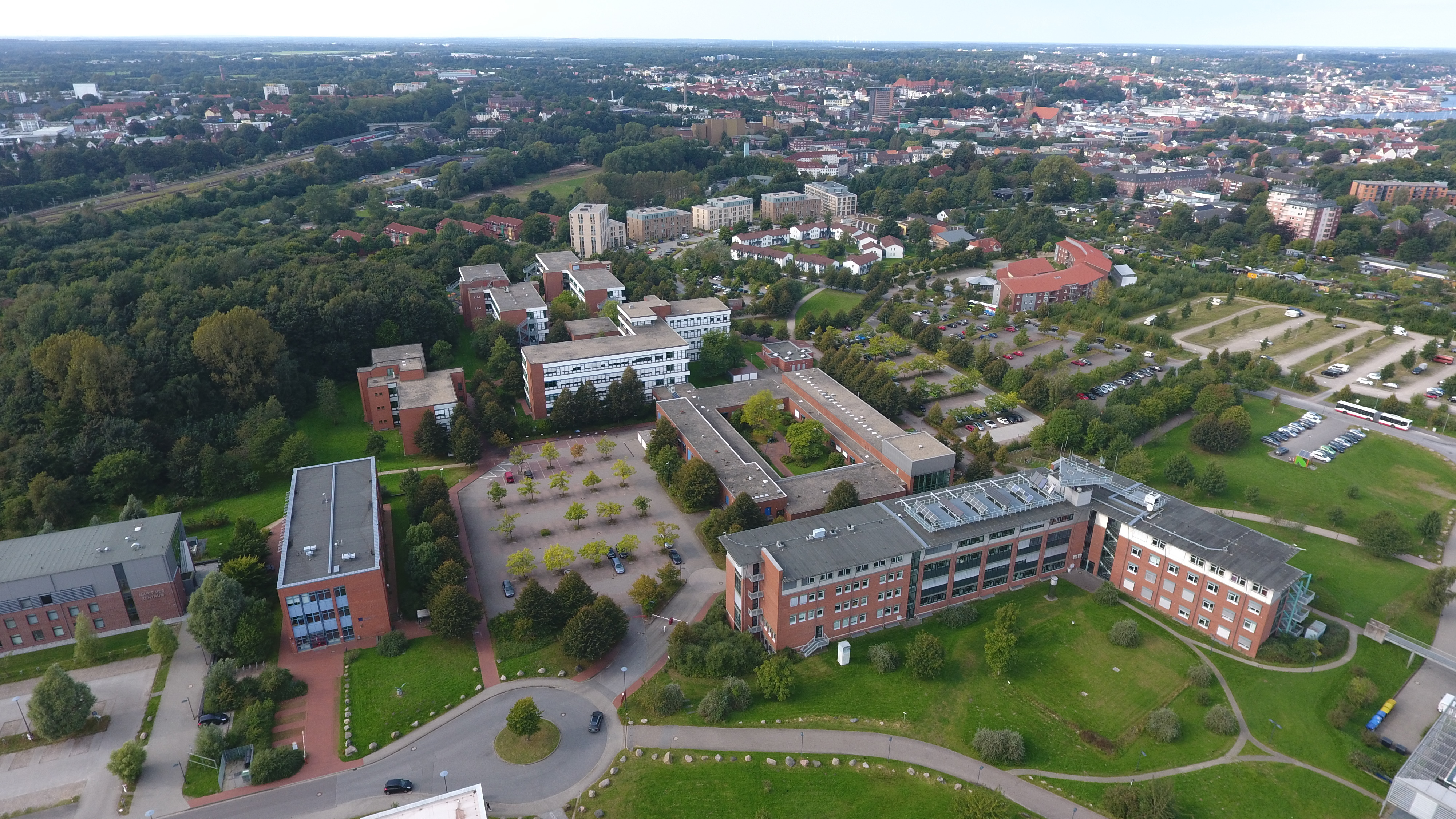
Der Gebäudekomplex der Hochschule Flensburg

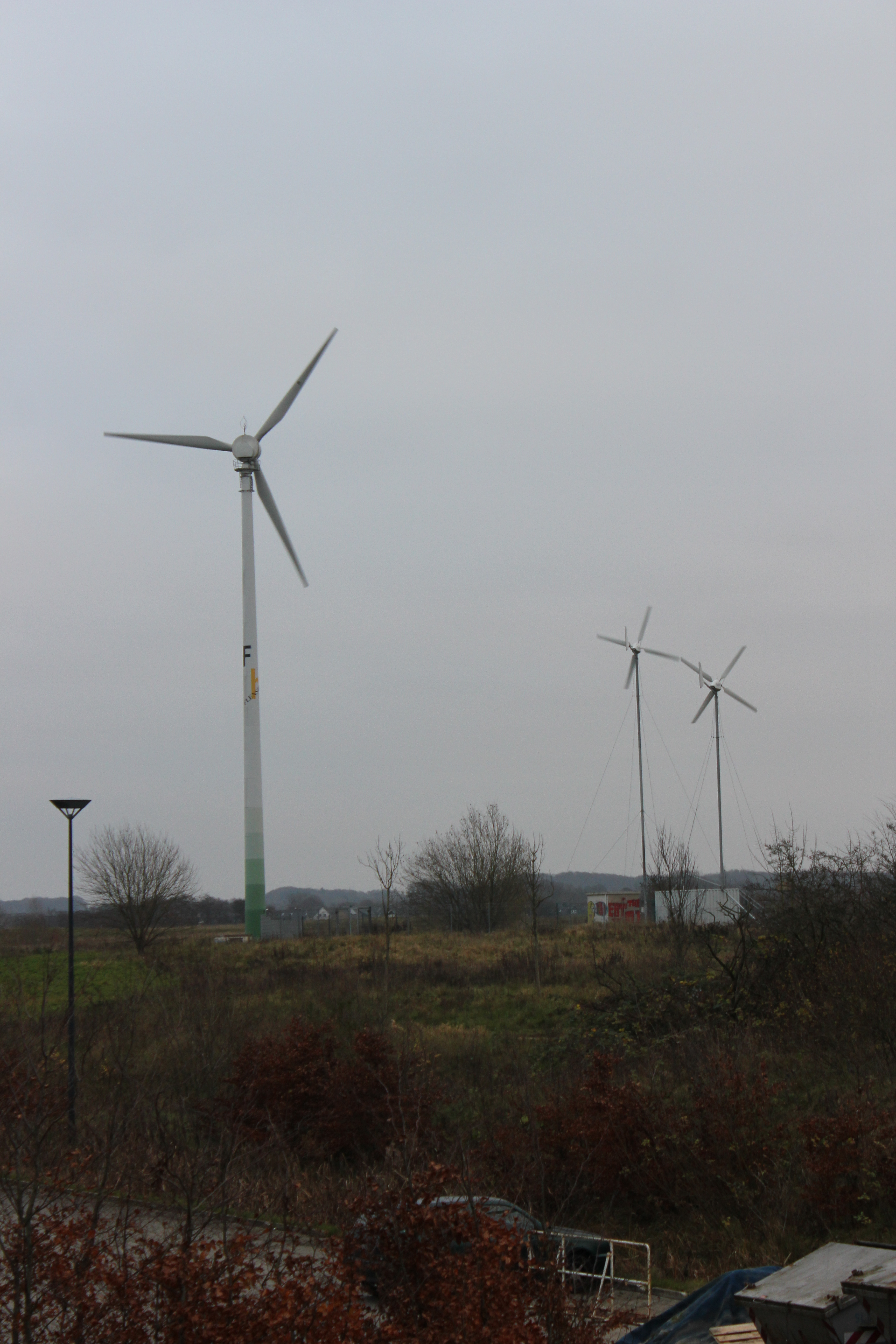
Windräder der Hochschule

Die Hochschule gliedert sich in vier Fachbereiche, die insgesamt 11 Bachelor- und 9 Master-Studiengänge anbieten.
- Fachbereich 1 Maschinenbau, Verfahrenstechnik und Maritime Technologien:
  - Maschinenbau (B.Eng.)
  - Schiffs- und Anlagentechnik (B.Eng.) (mit den Studienschwerpunkten Schiffsbetriebstechnik, Schiffsmaschinenbau und Industrie- und Anlagenbetriebstechnik)
  - Seeverkehr, Nautik und Logistik (B.Sc.)
  - Maschinenbau / Verfahrenstechnik (M.Eng.)

- Fachbereich 2 Energie und Biotechnologie:
  - Bio-, Lebensmittel- und Verfahrenstechnik (B.Sc.), 2020 reakkreditiert als Biotechnologie, Lebensmitteltechnologie und Verfahrenstechnik (B.Sc.)
  - Biotechnology and Process Engineering (M.Sc.), 2018 reakkreditiert als Applied Bio and Food Technology (M.Sc.)
  - Nachhaltige Energiesysteme (B.Eng.) (mit den Studienrichtungen Elektrische Energietechnik, Regenerative Energietechnik sowie Wirtschaftsingenieurwesen Energiewende)
  - Wind Engineering (M.Sc.), 2022 reakkreditiert als Wind Energy Engineering (M. Sc.)

- Fachbereich 3 Information und Kommunikation:
  - Angewandte Informatik (B.Sc. und M.Sc.)
  - Medieninformatik (B.Sc.) (mit den Studienschwerpunkten Film- und Medienprogrammierung)
  - Film & Media Arts (B.A.)
  - Internationale Fachkommunikation (B.A. und M.A.)
  - Intermedia & Marketing (M.A.), 2022 reakkreditiert als Design, Film & Marketing (M.A.)
- Fachbereich 4 Wirtschaft:
  - Betriebswirtschaft (B.A.)
  - Business Management (M.A.)
  - E-Health (M.A.)
  - Wirtschaftsinformatik (B.Sc.)

## Forschungs- und Transferaktivitäten
Die Hochschule betreibt Institute und Zentren im Bindeglied zwischen Hochschule und Unternehmen in der Region, die Themen sind in vielfältigen Bereichen angesiedelt.
- Centre for Business and Technology in Africa
- CIVU – Center for Interaction, Visualization and Usability
- FLAIR - Flensburg Artificial Intelligence Research[32]
- Institut für eHealth und Management im Gesundheitswesen
- Institut für Nautik und maritime Technologien
- Jackstädt-Zentrum Flensburg[33] mit CampusCareer[34]
- Wind Energy Technology Institute
- ZAiT: Zentrum für Analytik im Technologietransfer für Biotech- und Lebensmittelinnovationen
- Zentrum für nachhaltige Energiesysteme

## Kooperationen
Die Hochschule Flensburg bietet mit der benachbarten Universität gemeinsame Studiengänge im Bereich der technischen Ausbildung von Berufsschullehrern und den Master-Studiengang Energie- und Umweltmanagement an. Gemeinsame technische Studiengänge werden mit der Fachhochschule Kiel und der Fachhochschule Westküste betrieben.
Seit 2007 besteht auch die Möglichkeit zur berufsbegleitenden Promotion im Bereich der Wirtschafts- und Sozialwissenschaften an der neu gegründeten flensburg.school, wobei die Fachhochschule selbst gar kein ausreichendes Promotionsrecht besitzt. Zur Verleihung des entsprechenden Titels muss eine vollwertige Universität in den Prozess eingebunden werden. Die benachbarte Universität Flensburg verweigert jedoch den Absolventen der Flensburg School die Einschreibung als Doktorand, da sie Zweifel an der Eigenständigkeit der Arbeiten hat.
In Kooperation mit der Universität von Süddänemark in Sønderborg und anderen europäischen Partnerhochschulen werden mehrere binationale Studiengänge im Rahmen des Erasmus-Programms angeboten. Internationale Partnerhochschulen sind dabei beispielsweise die John Moores University in Liverpool, die University of Surrey, University of North Carolina at Chapel Hill, Nordwest-Universität in Vanderbijlpark, Südafrika oder die Namibia University of Science and Technology in Windhoek.

## Flensburger Campus
Auf dem Campusgelände in Flensburg liegen die Europa-Universität Flensburg, die Hochschule, gemeinsame Vorlesungssäle im Audimax, eine zentrale Bibliothek, die Mensa, Wohnheime und ein Kindergarten. Zudem existiert auf dem weitläufigen Parkgelände seit 2003 die Campushalle (Heimhalle der SG Flensburg-Handewitt), die ein Fitnesszentrum und Einrichtungen für den Hochschulsport beherbergt. Daneben gibt es noch Caféterien in den Hochschulgebäuden. Anfang 2010 wurden ein neues Hallenbad und die Campelle fertiggestellt, 2011 das Maritime Zentrum.

Panorama des gemeinsamen Campusgelände mit der Campushalle, der Hochschule Flensburg, der Mensa, dem Audimax, der Bibliothek und der Universität Flensburg (v. l. n. r.; 2009)

## Ehemalige Studenten
Mehrere Tausend technische und nautische Schiffsoffiziere haben sich am Institut für Schiffsbetriebsforschung der Hochschule ausbilden lassen. So haben die Hälfte aller in Deutschland ausgebildeter Technischen Schiffsoffiziere ihren Abschluss an der Fachhochschule Flensburg erlangt. Mit dem ersten Jahrzehnt des 21. Jahrhunderts begann die Flensburger Fachhochschule ein Alumni-Netzwerk zu betreiben. Im Jahr 2008 wurde das moderne Online-Portal für den Alumni-Bereich geschaffen. Das Netzwerk soll als Knotenpunkt für Kontakte und dem Austausch von Informationen zwischen den Ehemaligen untereinander und den Professoren der Fachhochschule und der Fachhochschule in Gänze dienen. Außerdem soll das Netzwerk den Berufseinstieg und das berufliche Fortkommen der ehemaligen Studenten erleichtern, die fachliche und kulturelle Weiterbildung fördern sowie die enge Verbundenheit zwischen Fachhochschule und Absolventen leben. Zu den bekanntesten ehemaligen Studenten zählt Haron Aloko, Sohn des afghanischen Generalstaatsanwalts Mohammad Ishak Alako, der, wie auch die New York Times berichtete, in der afghanischen Botschaft in Washington arbeitete. Auch der Fußballspieler und Trainer Sascha Görres begann hier sein Studium der Wirtschaftsinformatik, beendete es jedoch in den USA an der University of North Carolina at Pembroke, wo er den Bachelor im Bereich Business Management erlangte. Daneben begann auch der spätere Polarforscher und Buchautor Arved Fuchs ein Studium der Schiffsbetriebstechnik an der Fachhochschule Flensburg, brach es aber frühzeitig ab. Zu den Aktivitäten des Alumni-Sektors der Fachhochschule gehören des Weiteren die jährlich stattfindende Kohl- und Pinkel-Tour und ein Sommerfest.